# Coll Sabassa
El Coll Sabassa és una collada de 941,1 metres d'altitud, dins el terme municipal de Sales de Llierca, a la Garrotxa.
Està situat a prop i a llevant de l'antic poble de Sant Grau d'Entreperes, al sector nord del terme, al vessant de migdia de la Serra d'Entreperes. De Coll Sabassa davalla cap al sud-oest el Clot de la Nies i cap a llevant el Clot de la Mariana. És a l'extrem nord-oest del Bac de Cornaiés. En una zona força muntanyosa, té el Coll de Faja al nord-oest i el Coll de Jou al sud-est.